# پاستوخوو
پاستوخوو (به لهستانی:  Pastuchów) یک روستا در لهستان است که در گمینا یاووژنا شلانسکا واقع شده‌است.